# László Szabadi
László Szabadi (ur. 30 lipca 1961 w Csokonyavisoncie) – węgierski piłkarz występujący na pozycji napastnika, reprezentant kraju.

## Życiorys
Seniorską karierę rozpoczynał w lokalnym klubie Csokonyavisonta KSE. W latach 1979–1981 był zawodnikiem Sellyei SK. W 1981 roku przeszedł do Ferencvárosi TC. W NB I zadebiutował 30 sierpnia w spotkaniu przeciwko Debreceni MVSC (3:2). W Ferencvárosu grał do 1986 roku, zdobywając w tym okresie dwukrotnie wicemistrzostwo Węgier. W 1986 roku został zawodnikiem Vasasu. W okresie gry w tym klubie dwukrotnie, w 1988 roku, wystąpił w reprezentacji: w towarzyskich spotkaniach z Turcją (1:0) i Islandią (3:0). Latem 1989 roku przeszedł do Beerschot VAV. W Eerste klasse rozegrał osiem spotkań, debiutując 16 sierpnia w zremisowanym 0:0 meczu z Lierse SK. Zimą wrócił do Vasasu, gdzie grał jeszcze pół roku. Ogółem w NB I rozegrał 194 mecze, zdobywając 62 bramki. W sezonie 1990/1991 grał w Eendrachcie Aalst. Zdobył dla tego klubu 8 goli w 24 rozegranych meczach w Tweede klasse. W latach 1991–1995 był piłkarzem SSV Jahn Regensburg. W sezonie 1995/1996 pełnił funkcję grającego trenera w Fortunie Regensburg.

## Statystyki ligowe
| Sezon         | Klub                | Liga          | Mecze | Gole |
| ------------- | ------------------- | ------------- | ----- | ---- |
| 1981/1982     | Ferencvárosi TC     | NB I          | 32    | 5    |
| 1982/1983     | Ferencvárosi TC     | NB I          | 24    | 8    |
| 1983/1984     | Ferencvárosi TC     | NB I          | 18    | 6    |
| 1984/1985     | Ferencvárosi TC     | NB I          | 28    | 6    |
| 1985/1986     | Ferencvárosi TC     | NB I          | 4     | 1    |
| 1986/1987     | Vasas SC            | NB I          | 30    | 8    |
| 1987/1988     | Vasas SC            | NB I          | 26    | 12   |
| 1988/1989     | Vasas SC            | NB I          | 26    | 16   |
| 1989/1990 (j) | K Beerschot VAV     | Eerste klasse | 8     | 0    |
| 1989/1990 (w) | Vasas SC            | NB I          | 6     | 0    |
| 1990/1991     | KSC Eendracht Aalst | Tweede klasse | 24    | 8    |
| 1991/1992     | SSV Jahn Regensburg | Oberliga      | 22    | 6    |
| 1992/1993     | SSV Jahn Regensburg | Oberliga      | 14    | 0    |